# Mercutio

Darsteller des Mercutio im Laufe der Jahrhunderte: Der englische Schauspieler Henry Woodward im Jahr 1753 …

Mercutio ist eine fiktive Figur in der berühmten Tragödie „Romeo und Julia“ (entstanden 1594–1597) des englischen Dramatikers William Shakespeare (1564–1616). In dem Stück ist Mercutio ein Verwandter des Fürsten von Verona, Escalus, sowie bester Freund von Romeo Montague. Er ist, obwohl er in dem Drama nur vier Auftritte hat, neben den Hauptpersonen Romeo und Julia die zentrale Figur der Tragödie und auch eine der berühmtesten Figuren Shakespeares.

## Mercutios Name
Der Name Mercutio leitet sich vom englischen Wort „mercurial“ ab, das unter anderem „lebhaft“ oder „launisch“ bedeutet und so einen Hinweis auf Mercutios Charakter gibt. Sein Name weist auf den römischen Gott Mercurius, Gott der Händler hin, der dem sich schnell bewegenden Planeten Merkur seinen Namen gegeben hat und im Englischen auch dem bei Raumtemperatur flüssigen Metall Quecksilber (englisch: „mercury“).

… und der ungarische Schauspieler Halmi Ferenc um 1870.

## Mercutios Charakter
Romeo charakterisiert Mercutio wie folgt: „Jemand, der sich gern reden hört (...) und der in einer Minute mehr spricht, als er in einem Monate verantworten kann.“ (2. Akt, 4. Szene, nach der Übersetzung von August Wilhelm von Schlegel von 1843/44, die auch nachfolgend verwendet wird.)  Mercutio hat ein loses Mundwerk und gebraucht es auch viel – zum Beispiel gegenüber Julias Amme. Diese nennt ihn „(...) unverschämter Gesell, der nichts als Schelmstücke im Kopfe hatte“, und bekennt: „Nu, weiß Gott, ich habe mich so geärgert, dass ich am ganzen Leibe zittre. So’n Lausekerl!“. (2. Akt, 4. Szene)
Mercutio ist draufgängerisch, frech und lebhaft sowie für seinen derben Humor berüchtigt. Sogar kurz vor dem Tod verliert er seinen Sarkasmus nicht. Auf Romeos Frage, ob seine Wunde groß sei, antwortet der tödlich Verletzte: „Nein, nicht so tief wie ein Brunnen, noch so weit wie eine Kirchentüre; aber es reicht eben hin. Fragt morgen nach mir, und ihr werdet einen stillen Mann an mir finden. Für diese Welt, glaubt's nur, ist mir der Spaß versalzen.“ (3. Akt, 1. Szene)

## Mercutios Bedeutung
Die Figur des Mercutio hat in Shakespeares „Romeo und Julia“, obwohl er nur viermal auftritt, eine zentrale Rolle. Er gibt dem Publikum im ersten Teil des Stücks wichtige Hintergrundinformationen über Romeo und über die verfeindeten Familien Montague und Capulet. Er sagt schon früh die sich immer mehr zuspitzende Tragödie voraus und treibt zugleich die Handlung voran. Und schließlich bildet Mercutios Tod den Wendepunkt des Stücks, denn hier wechselt das Drama, das zunächst wie eine Komödie erscheint, endgültig zur Tragödie. Romeo verliert seinen besten Freund, nimmt deswegen blutige Rache an Tybalt und wird so zu einem Geächteten. Die verbotene Liebe von Romeo und Julia wird endgültig aussichtslos – das tragische Ende der beiden Hauptfiguren kommt fast zwangsläufig.

## Mercutios Auftritte
Shakespeare hat sich zu seinem Drama durch die mehr als dreißig Jahre zuvor 1562 erstmals veröffentlichte Verserzählung „Die tragische Geschichte von Romeus und Juliet“ des englischen Dichters Arthur Brooke anregen lassen, die wiederum auf ältere französische und italienische Dichtungen zurückgeht. In Brookes Fassung spielt Mercutio keine besondere Rolle, weil er dort lediglich einer der Gäste beim Maskenball der Capulets ist. Shakespeare dagegen baut Mercutio in seiner Tragödie zu einer zentralen Figur aus.
Seinen ersten Auftritt hat Mercutio in Shakespeares „Romeo und Julia“ gegen Ende des ersten Aktes mit Romeo und anderen Freunden auf einer Straße. (1. Akt, 4. Szene) Mercutio spottet über Romeo, der Liebeskummer wegen einer Rosalind hat (Julia lernt er erst später kennen):  „Ihr seid ein Liebender: borgt Amors Flügel und schwebet frei in ungewohnten Höhen. (…) Und wolltet ihr denn in die Liebe sinken? Ihr seid zu schwer für so ein zartes Ding.“ (1. Akt, 4. Szene) Es folgt ein Monolog Mercutios über Frau Mab, die den Menschen die Träume bringt. Anschließend gehen die Freunde zum Maskenball der Capulets, wo Romeo Rosalind wiedersehen will – und zum ersten Mal Julia begegnet.
Zu Beginn des zweiten Akts hat Mercutio seinen zweiten Auftritt. Gemeinsam mit einem Freund sucht er Romeo und ruft nach ihm. Doch dieser antwortet nicht und die Freunde vermuten, dass Romeo aus Liebeskummer nicht gefunden werden will. Mercutio ist deswegen verärgert: „Ist Liebe blind, so zielt sie freilich schlecht. Nun sitzt er wohl an einen Baum gelehnt und wünscht, sein Liebchen wär' die reife Frucht und fiel'  ihm in den Schoß. Doch, gute Nacht, Freund Romeo! Ich will ins Federbett, das Feldbett ist zum Schlafen mir zu kalt. Kommt, gehen wir!“ (2. Akt, 1. Szene) Schlegel hat hier übrigens in seiner Übersetzung die deutlichen Anzüglichkeiten des Originals abgeschwächt. Im Original spricht Mercutio derber: „Nun sitzt er wohl unter einem Mispelbaum und wünscht, sein Mädchen wäre eine Frucht von der Art, wie Mädchen die Mispel nennen, wenn sie allein lachen. O Romeo, wäre sie doch ein offener Arsch und Du eine Birne.“ (2. Akt, 1. Szene, hier ausnahmsweise nach der Übersetzung von Dietrich Klose von 1969.)
Seinen dritten Auftritt hat Mercutio bei Shakespeare in der Mitte des zweiten Aktes. Er spricht mit einem Freund darüber, dass sie noch immer nicht wissen, wo Romeo steckt – als dieser plötzlich auftritt. Mercutio spottet über Romeo, der nach seiner Nacht unter Julias Balkon müde aussieht: „Ohne seinen Rogen, wie ein gedörrter Hering. O Fleisch! Fleisch! wie bist du verfischt worden? (...) Da habt ihr einen französischen Gruß für Eure französischen Pumphosen. Ihr spieltet uns die Nacht einen schönen Streich. (...) Einen Diebesstreich. Ihr stahlt Euch unversehens davon.“ (2. Akt, 4. Szene) Dann kommt Julias Amme, die von Mercutio wie oben erwähnt ebenfalls verspottet wird.
Das Ende Mercutios kommt schon mit seinem vierten Auftritt zum Anfang des dritten Aktes. Draufgängerisch fordert er Tybalt (einen Capulet) zu einem Fechtduell heraus – nicht zuletzt, um seinen Freund Romeo (einen Montague) vor einem drohenden Duell mit Tybalt zu schützen. Romeo, der inzwischen Julia geheiratet hat, will diesen Kampf zwischen seinem besten Freund und einem Cousin seiner Frau verhindern und geht dazwischen. Durch Romeo behindert bekommt Mercutio von Tybalt einen tödlichen Stich („nicht so tief wie ein Brunnen, noch so weit wie eine Kirchentür“). Entsprechend wütend ist Mercutio auf Romeo und über den Streit der Montagues und Capulets: „Warum Teufel! kamt Ihr zwischen uns? Unter Eurem Arm wurde ich verwundet (...) Zum Teufel Eure Häuser! Sie haben Würmerspeis aus mir gemacht. Ich habe es tüchtig weg; verdammte Sippschaft!“ (3. Akt, 1. Szene) Dies sind Mercutios letzten Worte – derb wie das meiste von ihm.
Interessanterweise wird Mercutio in Shakespeares Originalfassung der Tragödie tödlich verletzt von der Bühne getragen und stirbt abseits – über seinen Tod berichtet sodann ein Freund: „O Romeo! der wackre Freund ist tot. Sein edler Geist schwang in die Wolken sich, der allzufrüh der Erde Staub verschmäht.“ (3. Akt, 1. Szene) Die meisten Regisseure haben es sich später aber nicht nehmen lassen, Mercutio auf der Bühne sterben zu lassen.

## Weitere Shakespeare-Figuren
- Banquo
- Falstaff
- Hamlet
- Iago
- Macbeth
- Othello
- Shylock